# Otto Wittenberg

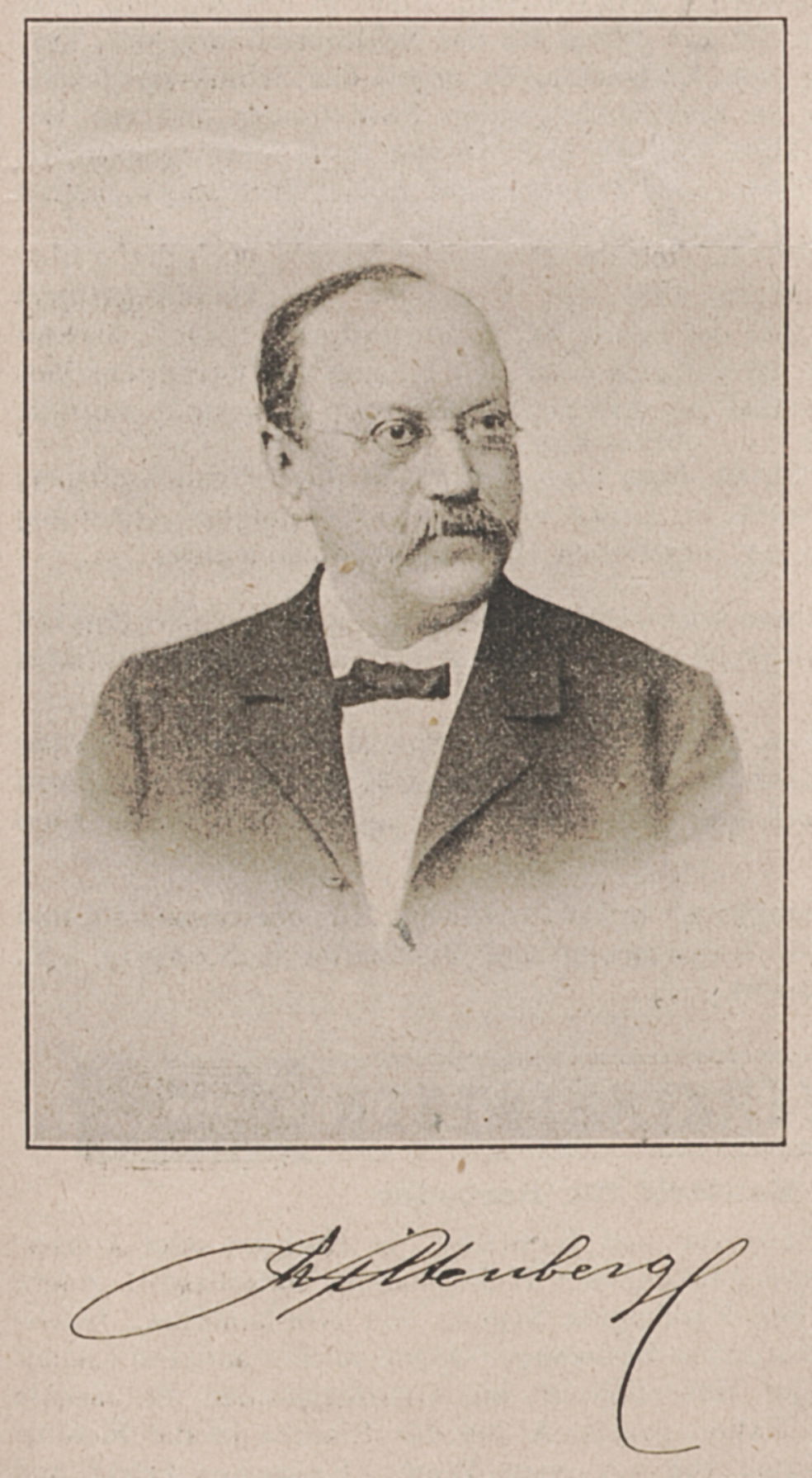
Otto Wittenberg, 1900

Carl Otto Wittenberg (* 15. März 1834 in Caputh; † 4. September 1918 Leipzig) war ein Landschaftsgärtner und über 40 Jahre als Ratsgärtner und Gartendirektor in Leipzig tätig.

## Leben
Otto Wittenberg war der Sohn des Gärtners Friedrich Wittenberg und dessen Frau Marie Dorothee, geborene Gurth. Nach dem Besuch der höheren Bürgerschule in Potsdam begann er eine Lehre bei seinem Vater in der königlich-preußischen Landesbaumschule in Alt-Geltow, die er später in der Gärtnerei des Parks Sanssouci fortsetzte. Hier wurde Gartendirektor Peter Joseph Lenné auf ihn aufmerksam, und er bekam nach der Lehre die Leitung eines Teils der Landesbaumschule übertragen.
Von 1854 bis 1857 leistete Wittenberg seinen Wehrdienst, wurde aber – wieder auf Betreiben Lennés – zu Bepflanzungsarbeiten an der Burg Hohenzollern bei Hechingen abgestellt. Am 1. Oktober 1857 begann er eine Anstellung als Techniker bei der Stadt Leipzig, wobei zunächst die Pflege der von Lenné gestalteten Anlagen am Roßplatz (Schillerpark) sein Aufgabengebiet war. Am 26. Mai 1858 wurde er Ratsgärtner von Leipzig.
Wittenbergs erstes Projekt in Leipzig war die Anlage des Johannaparks nach Plänen von Lenné, die er überarbeitete. Seiner Initiative ist es mit zu verdanken, dass die sich anschließenden Wiesenflächen bebauungsfrei blieben und später – auch durch ihn – in Parkanlagen verwandelt werden konnten. Sie bilden als Clara-Zetkin-Park heute Leipzigs wichtigstes zentrumnahes Erholungsgebiet.

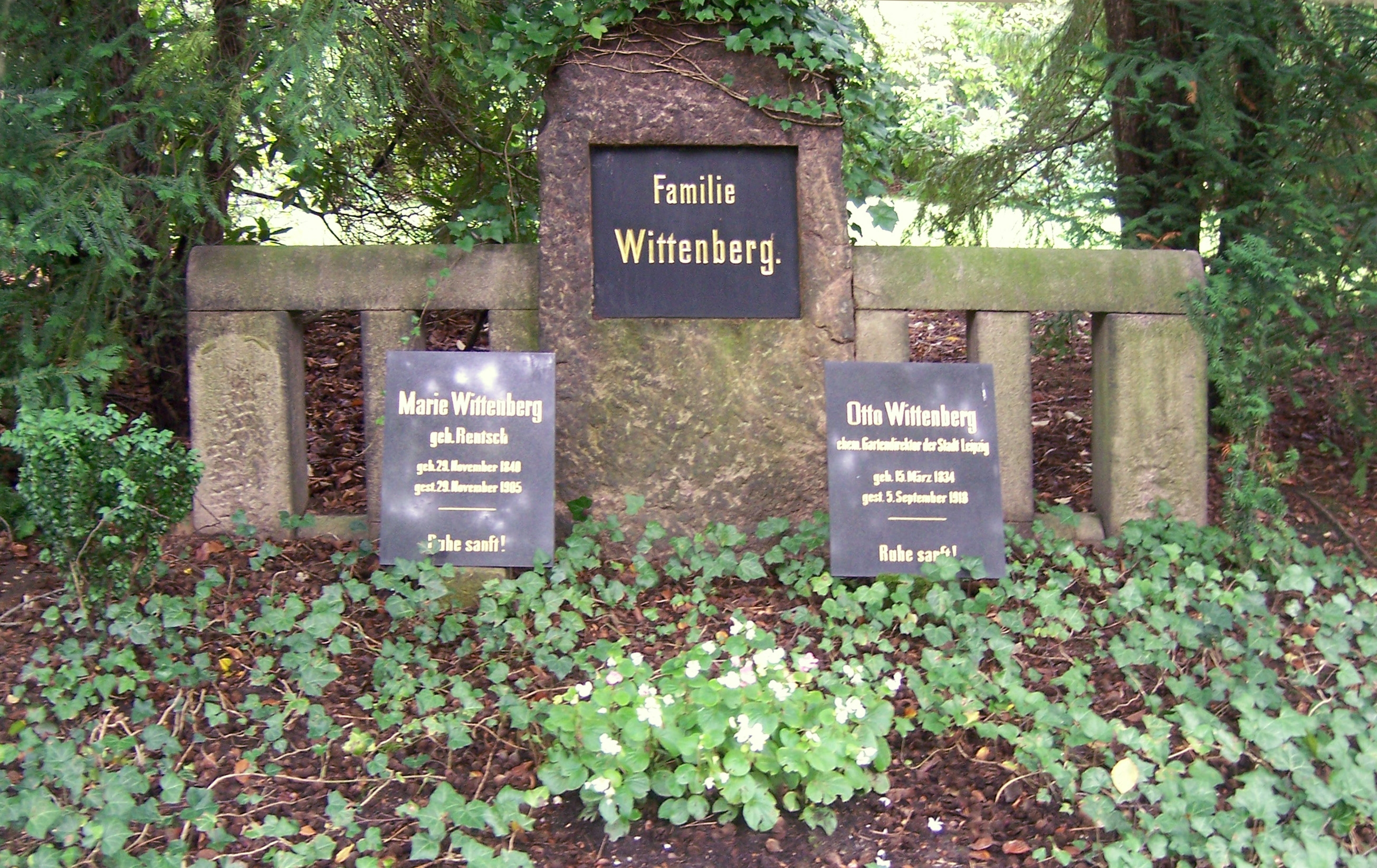
Wittenbergs Grabstätte auf dem Südfriedhof Leipzig

In seine Amtszeit fiel die starke Expansion der Stadt in den Jahrzehnten der Industrialisierung in Deutschland. Dabei wurden in den neu entstehenden Wohngebieten Plätze für Grünanlagen, sogenannte Schmuckplätze, freigehalten, die er gestaltete. In den Arbeitervierteln im Osten der Stadt (Sellerhausen, Stünz) schuf er Parkanlagen, die Volksgarten bzw. Volkshain heißen.
Wittenbergs wohl bekanntestes Werk ist der Leipziger Südfriedhof, den er ab 1879 zusammen mit Stadtbaudirektor Hugo Licht (Architekt) entwarf. Er gilt mit heute 82 Hektar als einer der bedeutendsten Parkfriedhöfe Deutschlands. Dem Hauptwegesystem liegt die Form eines Lindenblattes, des mit Leipzig besonders verbundenen Baumes, zugrunde.
Am 7. November 1894 wurde Wittenberg zum Gartendirektor der Stadt Leipzig ernannt. Er war der Erste, der diesen Titel trug. Im September 1900 wurde er pensioniert und übergab bis Jahresende die Amtsgeschäfte an seinen Nachfolger Carl Hampel.
Otto Wittenberg war verheiratet mit Erdmuthe Dorothea Marie, geb. Rentsch (1840–1905). Der Ehe entstammten die Tochter Erdmuthe Marie Elisabeth, verheiratete Junne (* 1863), und der Sohn Johannes Erdmann Otto (* 1864), späterer Kaufmann und Fabrikbesitzer.

## Werke
Die wichtigsten von Otto Wittenberg in Leipzig geschaffenen Parks und Grünanlagen:
- Johannapark, 1858–1863 zusammen mit P. J. Lenné, (Lage)
- Floßplatz, 1867, (Lage)
- Scheibenholzpark, 1876/77, (Lage)
- Marienplatz, 1877, (Lage)
- Nordfriedhof, 1881, (Lage)
- Südfriedhof 1879–1886, zusammen mit Hugo Licht, (Lage)
- Albrecht-Dürer-Platz, 1883, (Lage)
- Heinrich-Schütz-Platz, 1890, (Lage)
- Volksgarten Sellerhausen, 1895, (Lage)
- Volkshain Stünz, 1894–1898, (Lage)
- Stephaniplatz, 1899, (Lage)
- König-Albert-Park, 1898–1900, (Lage)
- Südteil des Eutritzscher Parks, 1900, (Lage)